# 新喀啸鹟
新喀啸鹟（学名：Pachycephala caledonica），是啸鹟科啸鹟属的一种，为新喀里多尼亚的特有种。该物种的保护状况被评为无危。
新喀啸鹟的平均体重约为24.6克。栖息地包括亚热带或热带的湿润低地林、亚热带或热带的旱林和亚热带或热带严重退化的前森林。